# 福星

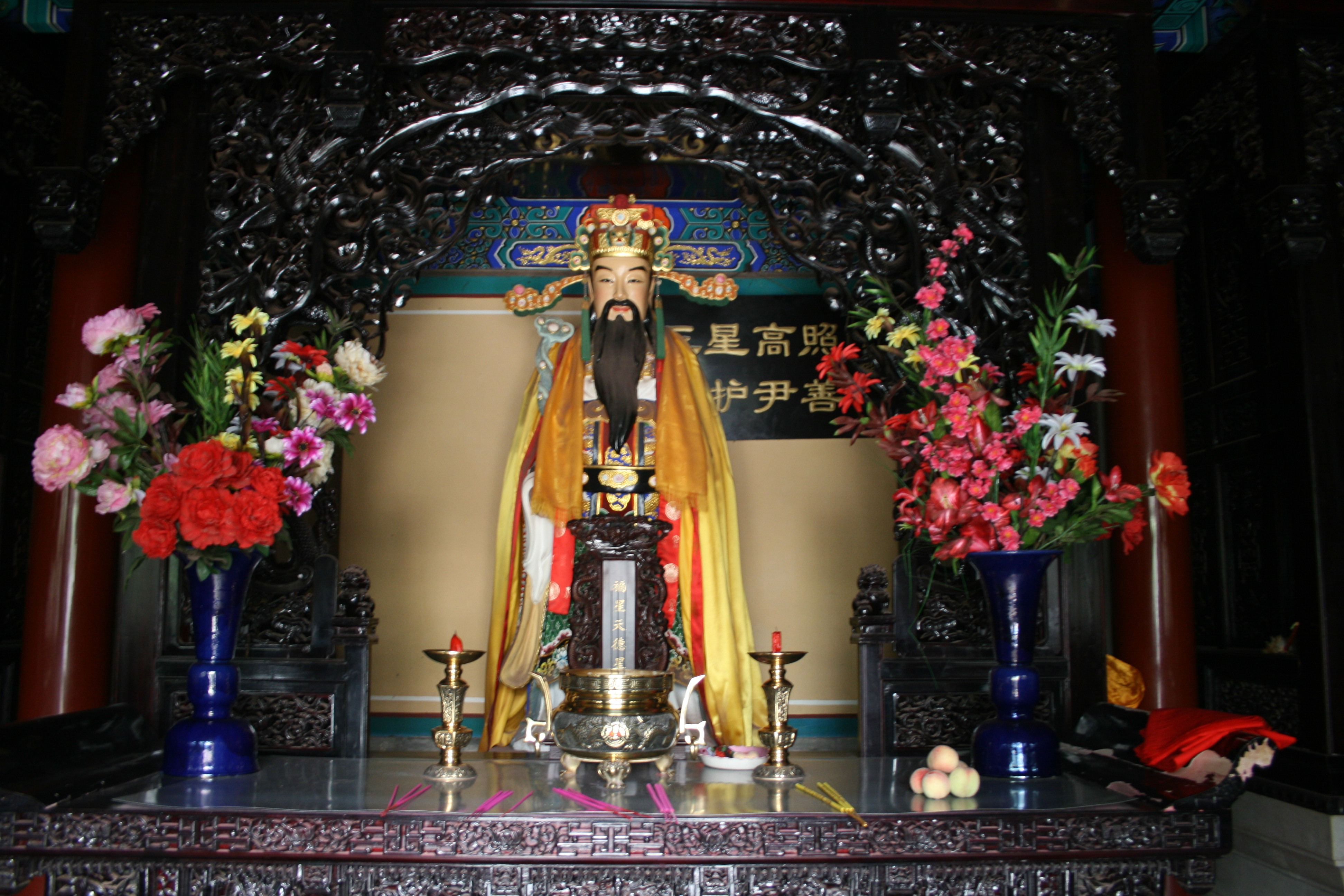
福星天德星君神龕(配祀於北京白雲觀)

福星，古人云歲（木星）所照耀者有福，故又稱福仙、福星、福德星君、天福星君、天德星君、上清福德星君、福星天德星君等， 福星是幸運之神，與祿星、壽星二位仙官並稱「福祿壽」，三仙排行為尊，立於三星中央，多手持如意、元寶等物。

## 傳說
關於福德星君係何謂神尊，則眾說紛紜：
- 天官大帝：為道教三官大帝之首，能賜予人間福祿，因此《三官經》稱「天官賜福」，故為福星。[3]
- 木德星君：即道教中的木星之神，木星又名歲星，是一顆吉星，其反方向即凶星太歲所在。
- 陽公福神：《新唐書》載，唐朝時道州（今屬湖南）頗多侏儒，奉朝廷敕令，每年都要選出本地的侏儒送到宮中，做太監以服侍皇帝。陽城任道州刺史，冒死上書給天子，請求免此苛政，為當地侏儒免除了災禍。[4]後白居易亦將此事寫進其《道州民》詩中，因而天下流傳[5]，當地人民將陽城當作救災之神供奉，尊之為福星。《三教源流搜神大全》將「陽城」之名作「楊成」，朝代也將唐朝改為漢朝，但故事內容並無改變。[6]

## 上清福星寶誥
- 至心皈命禮。太微垣內。南極宮中。道貫三才。職司四府。示變化流通之理。運衆生保命之機。精神不怠於勤勞。宇宙丕彰於感格。位尊南上。壽祿齊臨。大悲大願。大聖大慈。上清福星。天德星君。[7]